# Richard Huckle
Richard William Huckle (Ashford, 14 de maio de 1986 – Full Sutton, 13 de outubro de 2019) foi um inglês que se tornou notório por cometer uma série de crimes sexuais contra crianças. Ele foi capturado em 2014 pela National Crime Agency da Grã-Bretanha, após uma denúncia feita pela Polícia Federal Australiana. Huckle foi condenado em 2016 por 71 acusações de abuso sexual infantil, que ocorreram enquanto ele se passava por professor cristão e fotógrafo freelance na Malásia. As acusações feitas contra ele foram tão graves que a imprensa chegou a chamá-lo de pedófilo mais pervertido da Grã-Bretanha. No dia 6 de junho de 2016, recebeu uma condenação de prisão perpétua, com um período mínimo de vinte e cinco anos antes de poder solicitar liberdade condicional. No dia 13 de outubro de 2019, Huckle foi assassinado, tendo sido amarrado, brutalmente espancado, estrangulado, submetido à violência sexual e recebeu repetidos golpes de faca; uma lâmina também foi introduzida em seu cérebro através do nariz. Em 13 de janeiro de 2020, Paul Fitzgerald, um colega de prisão de 29 anos, foi acusado pela autoria do crime contra Huckle. Fitzgerald, que acumulava várias condenações por crimes violentos e sexuais, recebeu uma sentença de prisão perpétua com pena mínima de 34 anos em 24 de novembro de 2020.

## Vida pregressa
Richard Huckle veio ao mundo em uma família de classe média em Ashford, em Kent, no dia 14 de maio de 1986. Sua educação foi conduzida na Harvey Grammar School, em Folkestone. Seus amigos o descreviam como um rapaz um tanto solitário, porém nada fora do comum. Aos 16 anos, ele embarcou em uma expedição para visitar uma escola na Namíbia, o que posteriormente o levou a se matricular no South Kent College.
Huckle costumava frequentar a Igreja Batista Ashford de forma assídua, onde era conhecido por sua natureza reservada. Além disso, era participante de uma congregação em Londres, a qual continuou a frequentar até ser detido novamente em dezembro de 2014.

## Período na Malásia
Após sair do campo da educação, Huckle decidiu ter um ano sabático na Malásia entre 2005 e 2006. Durante esse período, ele retornava periodicamente ao seu país de origem para auxiliar nas atividades das igrejas e contribuir com as comunidades locais. Em 2010, porém, tomou a decisão de fixar residência definitiva na Malásia.
Huckle inscreveu-se em um breve programa de CELTA (Certificado em Ensino da Língua Inglesa para Adultos) com o British Council antes de iniciar sua jornada como fotógrafo autônomo em comunidades locais em torno de Kuala Lumpur. Em busca de impulsionar sua carreira e prestígio dentro da comunidade, ele também se matriculou em um curso de Tecnologia da Informação (TI) no Kuala Lumpur Metropolitan University College. Mas não conseguiu concluir seus estudos.
Ao longo dos anos de 2011 e 2012, Huckle desempenhou uma atividade fotográfica em regime de meio-período para o Nike Football Club Malaysia. Não houve qualquer relato de comportamento abusivo por parte do clube. Além da Malásia, onde foram cometidos todos os crimes pelos quais ele foi condenado, Huckle também ficou conhecido por ter sequestrado duas irmãs, de 4 e 6 anos, no Camboja em 2006. Na Índia, ele persuadiu um pastor a convidá-lo para um orfanato em Bangalore, sob o pretexto de fotografar e filmar as crianças, e ainda ofereceu-se para criar vídeos promocionais para a instituição.

## Ofensas sexuais

### Prisão inicial
Em 19 de dezembro de 2014 Richard Huckle foi detido por oficiais da Crime do Reino Unido, no Aeroporto Gatwick, em Londres, ele foi interrogado sobre acusações de abuso sexual infantil, Richard se recusou a responder as perguntas e ficou temporariamente acolhido na casa de seus pais, tendo seu laptop apreendido. No dia seguinte Huckle confessou para sua mãe os crimes sexuais, ela reagiu com uma intensa raiva e tristeza, seus pais chamaram a policia para que levassem Huckle embora.

### Antecedentes da prisão
Os policiais da Operação Argos estavam cientes de uma rede de pedófilos atuando em uma plataforma na dark web chamada The Love Zone (TLZ). Eles perceberam um integrante que sempre fazia postagens usando a saudação peculiar "hiyas" e possuía uma marca singular de sarda em um dos dedos. Com o intuito de rastrear o indivíduo, os policiais utilizaram as redes sociais e salas de bate-papo, até que encontraram uma página no Facebook que parecia corresponder ao perfil. Embora o perfil fosse falso, fotos de um veículo conduziram a polícia até Shannon McCoole, uma cuidadora domiciliar de Adelaide, localizada no sul da Austrália. Um mandado de prisão foi emitido para McCoole. Ao adentrar a residência, a polícia descobriu que McCoole estava online, administrando seu site naquele momento.
A polícia adotou a identificação de McCoole e operou seu site com o objetivo de capturar demais pedófilos, levando à prisão de centenas de indivíduos, além do resgate de 85 crianças em perigo. Dentre os membros, destacou-se Huckle devido ao elevado número de crianças que ele abusou, bem como pela natureza de suas postagens. Após descobrirem sua verdadeira identidade, eles tomaram conhecimento de que ele voltaria ao Reino Unido para passar o Natal com a família e imediatamente alertaram a Agência Nacional do Crime. Ele foi detido no aeroporto de Gatwick em 19 de dezembro de 2014.

### Confissão familiar e nova prisão
Huckle recebeu liberdade mediante pagamento de fiança, sob a condição de residir no endereço de seus pais durante o período de investigação em curso. Não possui histórico criminal e não ocupava cargos de responsabilidade relacionados a menores. Assim, após ser entrevistado pela polícia, foi temporariamente liberado, já que a análise e recuperação de evidências dos equipamentos eletrônicos apreendidos demandaria tempo. Durante sua primeira entrevista policial, Huckle preferiu ficar em silêncio. No dia seguinte, já em liberdade sob fiança, a mãe confrontou-o sobre as acusações. Embriagado, admitiu ter cometido estupro contra crianças de três a treze anos, momento em que seus pais se negaram a permitir que continuasse morando em casa. Eles então contataram a polícia e imploraram que o prendessem. Assim, Huckle voltou a ficar sob custódia policial.

### Prisão preventiva e julgamento
Depois da saída da residência de seus pais, Huckle foi detido novamente e acusado de 91 diferentes crimes, como: armazenamento e produção de pornografia infantil, violação contra menor de 13 anos, abuso sexual, além de ser apontado como um facilitador de abuso infantil, tendo até compilado um chamado “Manual do pédofilo” ele teve o direito de fiança negado, ele foi detido em um tribunal, onde fez um pedido de liberdade que foi negado. Huckle ficou preso inicialmente no HMP Lewes, mas, em razão da gravidade das acusações, foi transferido para o HMP Belmarsh em Londres e aguardará julgamento lá.